# Mexikói labdarúgó-szuperkupa
A mexikói labdarúgó-szuperkupa (jelenlegi nevén Supercopa MX) egy évente megrendezett kupa, melyben Mexikó két labdarúgóklubja küzd meg egymással: a jelenlegi lebonyolítás szerint a kupa két féléves győztese.

## Története
1942-től 1995-ig a Campeón de Campeones („Bajnokok Bajnoka”) elnevezésű kupában a mexikói bajnokság és a kupa győztesei vívtak meg egymással. Ekkor azonban a bajnoki szezont két részre osztották (Apertura és Clausura), a kupa pedig hamarosan megszűnt, így a szuperkupát sem rendezték meg.
2003-tól 2006-ig újból volt szuperkupa: ekkor a két bajnoki félszezon bajnoka mérkőzött meg egymással.
2014-ben másodszor is feltámasztották a szuperkupát: az ekkortól kezdve Supercopa MX „sorozatban” ezúttal a nemrég újraindított kupa két félévének győztese csap össze oda-visszavágós alapon. A győztes harmadik számú mexikói csapatként jogot szerez a Libertadores-kupában való indulásra is.

## A szuperkupa eddigi győztesei

### Évek szerint

#### Bajnok és kupagyőztes összecsapása
| Év        | Bajnokság győztese | Szuperkupa eredmény | Kupagyőztes | A szuperkupa győztese | A szuperkupagyőztes edzője |
| --------- | ------------------ | ------------------- | ----------- | --------------------- | -------------------------- |
| 1942      | Real España        | 4 – 5               | Atlante     | Atlante               | Grocz Lajos                |
| 1943      | Marte              | 1 – 0               | Moctezuma   | Marte                 | José Gómez                 |
| 1944      | Asturias           | 3 – 5               | Real España | Real España           | Rodolfo Muñoz              |
| 1945      | Real España        | 3 – 0               | Puebla      | Real España           | Rodolfo Muñoz              |
| 1946      | Veracruz           | 2 – 3               | Atlas       | Atlas                 | Eduardo Valdatti           |
| 1947      | Atlante            | 0 – 3               | Moctezuma   | Moctezuma             | Julio Kaiser               |
| 1948      | León               | 1 – 0               | Veracruz    | León                  | José María Casullo         |
| 1949      | León               | –                   | León        | León*                 | José María Casullo         |
| 1950      | Veracruz           | 1 – 3               | Atlas       | Atlas                 | Eduardo Valdatti           |
| 1951      | Atlas              | 1 – 0               | Atlante     | Atlas                 | Eduardo Valdatti           |
| 1952      | León               | 0 – 1               | Atlante     | Atlante               | Gregorio Blasco            |
| 1953      | Tampico            | 3 – 0               | Puebla      | Tampico               | Joaquín Urquiaga           |
| 1954      | Marte              | 3 – 2               | América     | Marte                 | Ignacio Trelles            |
| 1955      | Zacatepec          | 2 – 3               | América     | América               | Octavio Vial               |
| 1956      | León               | 2 – 1               | Toluca      | León                  | Antonio López Herranz      |
| 1957      | Guadalajara        | 2 – 1               | Zacatepec   | Guadalajara           | Donald Ross                |
| 1958      | Zacatepec          | 1 – 0               | León        | Zacatepec             | Ignacio Trelles            |
| 1959      | Guadalajara        | 2 – 1               | Zacatepec   | Guadalajara           | Fekete Árpád               |
| 1960      | Guadalajara        | 0-0 (12-11)         | Necaxa      | Guadalajara           | Fekete Árpád               |
| 1961      | Guadalajara        | 1 – 0               | Tampico     | Guadalajara           | Javier De la Torre         |
| 1962      | Guadalajara        | 0 – 2               | Atlas       | Atlas                 | José Carlos Bauer          |
| 1963      | Oro                | 3 – 1               | Guadalajara | Oro                   | Fekete Árpád               |
| 1964      | Guadalajara        | 2 – 0               | América     | Guadalajara           | Javier De la Torre         |
| 1965      | Guadalajara        | 2 – 1               | América     | Guadalajara           | Javier De la Torre         |
| 1966      | América            | 0 – 2               | Necaxa      | Necaxa                | Miguel Marin               |
| 1967      | Toluca             | 1 – 0               | León        | Toluca                | Ignacio Trelles            |
| 1968      | Toluca             | 3 – 1 és 0 – 1      | Atlas       | Toluca                | Ignacio Trelles            |
| 1969      | Cruz Azul          | –                   | Cruz Azul   | Cruz Azul*            | Raul Cardenas              |
| 1970      | Guadalajara        | –                   | Guadalajara | Guadalajara*          | Javier De la Torre         |
| 1971      | América            | 0 – 1               | León        | León                  | Antonio Carbajal           |
| 1972      | Cruz Azul          | 2 – 3               | León        | León                  | Antonio Carbajal           |
| 1973      | Nem rendezték meg  |                     |             |                       |                            |
| 1974      | Cruz Azul          | 2 – 1               | América     | Cruz Azul             | Raul Cardenas              |
| 1975      | Toluca             | 0 – 1               | UNAM        | UNAM                  | Marik György               |
| 1976      | América            | 2 – 0               | Tigres      | América               | Raul Cardenas              |
| 1977–1987 | Nem rendezték meg  |                     |             |                       |                            |
| 1988      | América            | 1 – 2 és 2 – 0      | Puebla      | América               | Jorge Vieira               |
| 1989      | América            | 2 – 1               | Toluca      | América               | Jorge Vieira               |
| 1990      | Puebla             | –                   | Puebla      | Puebla*               | Manuel Lapuente            |
| 1991–1994 | Nem rendezték meg  |                     |             |                       |                            |
| 1995      | Necaxa             | –                   | Necaxa      | Necaxa*               | Manuel Lapuente            |

*Nem játszottak döntőt, mivel ugyanaz a csapat nyerte a bajnokságot és a kupát.

#### A két bajnok összecsapása
| Év   | Az Apertura bajnokság győztese | Szuperkupa eredmény | A Clausura bajnokság győztese | A szuperkupa győztese | A szuperkupagyőztes edzője |
| ---- | ------------------------------ | ------------------- | ----------------------------- | --------------------- | -------------------------- |
| 2003 | Toluca                         | 2 – 1               | Monterrey                     | Toluca                | Ricardo Ferretti           |
| 2004 | Pachuca                        | 3 – 7               | UNAM                          | UNAM                  | Hugo Sánchez               |
| 2005 | UNAM                           | 1 – 2               | América                       | América               | Mario Carrillo             |
| 2006 | Toluca                         | 2 – 0               | Pachuca                       | Toluca                | Américo Gallego            |

#### A két kupagyőztes összecsapása
| Év   | Az Apertura kupa győztese | Szuperkupa eredmény 1. mérkőzés | Szuperkupa eredmény 2. mérkőzés | A Clausura kupa győztese | A szuperkupa győztese | A szuperkupagyőztes edzője |
| ---- | ------------------------- | ------------------------------- | ------------------------------- | ------------------------ | --------------------- | -------------------------- |
| 2014 | Morelia                   | 4 – 1                           | 1 – 3                           | Tigres de la UANL        | Morelia               | Ángel Comizzo              |

##### 2015
A 2014-es Apertura szezonban a Santos Laguna nyerte meg a kupát, de mivel a Santos a 2015-ös Clausura szezonban a bajnoki címet is megszerezte, ezért a CONCACAF-bajnokok ligájában indulhatott, így nem szerepelhetett a szuperkupában a Libertadoresért. Helyette az előző szuperkupagyőztest, a Moreliát nevezték ki a szuperkupa szereplőjévé, akik a 2015-ös Clausura szezon kupagyőztesével, a Puebla FC-vel játszottak. Egyetlen mérkőzés volt, méghozzá 2015. július 20-án az Amerikai Egyesült Államokban, Texasban. A Santos ugyanezen a napon, ugyanott az előző bajnokkal, az Américával játszott a Campeón de Campeones címért.
| Év   | Első csapat | Eredmény | Második csapat | Győztes       | A győztes edzője |
| ---- | ----------- | -------- | -------------- | ------------- | ---------------- |
| 2015 | Puebla      | 1 – 0    | Morelia        | Puebla        | Pablo Marini     |
| 2015 | América     | 0 – 1    | Santos Laguna  | Santos Laguna | Pedro Caixinha   |

### Győzelmek száma szerint
| Csapat        | Szuperkupa-győzelmek |
| ------------- | -------------------- |
| Guadalajara   | 7                    |
| León          | 5                    |
| América       | 5                    |
| Atlas         | 4                    |
| Toluca        | 4                    |
| Atlante       | 2                    |
| Marte         | 2                    |
| Cruz Azul     | 2                    |
| Necaxa        | 2                    |
| UNAM Pumas    | 2                    |
| Puebla        | 2                    |
| Santos Laguna | 1                    |
| Oro           | 1                    |
| Tampico       | 1                    |
| Moctezuma     | 1                    |
| Zacatepec     | 1                    |
| Morelia       | 1                    |